# Esakiozephyrus shirakiana
Esakiozephyrus shirakiana är en fjärilsart som beskrevs av Matsumura 1919. Esakiozephyrus shirakiana ingår i släktet Esakiozephyrus och familjen juvelvingar. Inga underarter finns listade i Catalogue of Life.